# Humppila
Humppila is een gemeente in de Finse provincie Zuid-Finland en in de Finse regio Kanta-Häme. De gemeente heeft een landoppervlakte van 147,96 km² en telt 2.161 inwoners (2022).

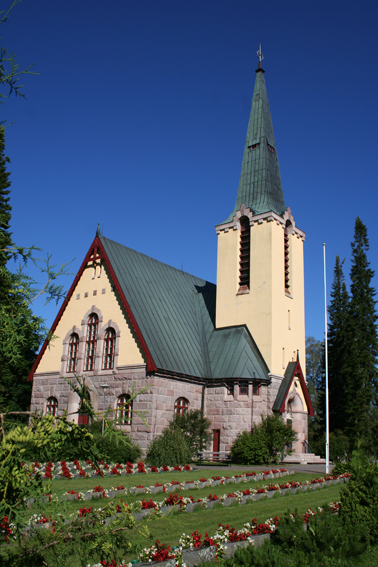
Kerk van Humppila
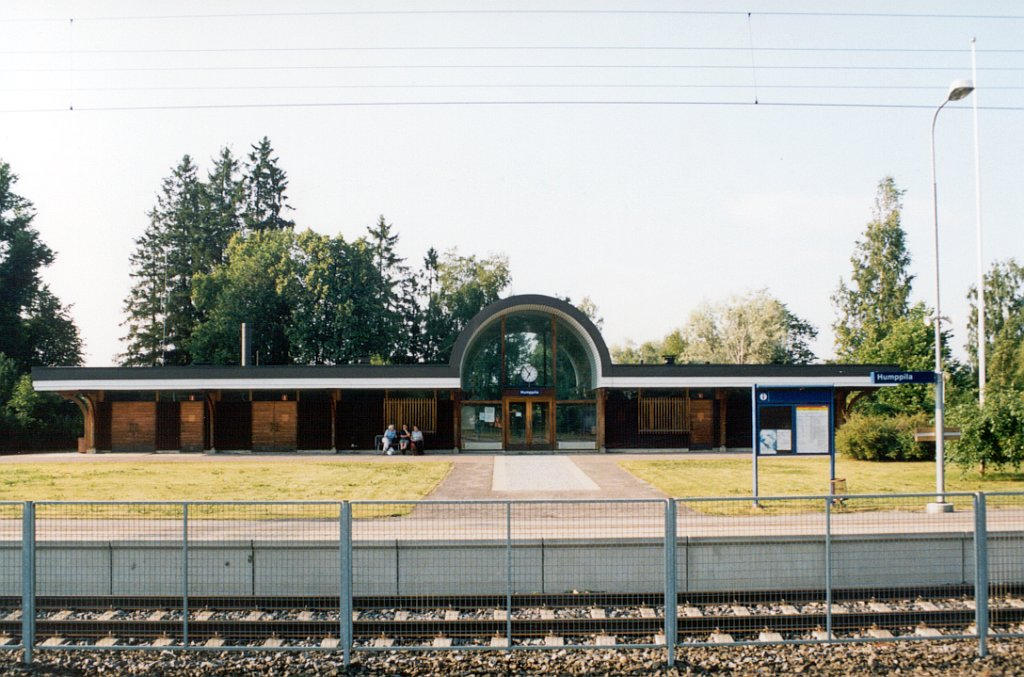
Station van Humppila
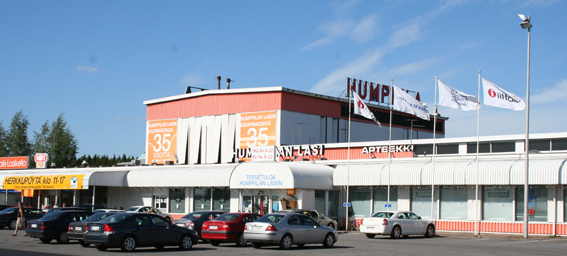
Winkelcentrum in Humppila